# Parádrillmyrfågel
Parádrillmyrfågel (Hypocnemis striata) är en fågel i familjen myrfåglar inom ordningen tättingar.

## Utseende och läte
Parádrillmyrfågeln är en rätt liten myrfågel med kraftigt streckad ovansida, fläckat bröst och rostrött på nedre delen av ryggen och buken. Arten liknar rondôniamyrfågeln, men parádrillmyrfågeln har svart istället för grå mantel och bröstet är kraftigare streckat, medan ryggen på honan är mindre streckad och mattare brun. Sången består av en fallande serie med nio till tio klara toner som avbryts plötsligt.

## Utbredning och systematik
Spixdrillmyrfågel delas in i tre underarter med följande utbredning:
- H. s. implicata – sydcentrala Amazonområdet i Brasilien, från floderna Madeira/Aripuanã österut till Rio Tapajós
- H. s. striata – Brasilien söder om Amazonfloden (Rio Tapajós till Rio Xingú i norra Mato Grosso)
- H. s. affinis – Brasilien söder om Amazonfloden (Rio Xingú till Rio Tocantins i östra Mato Grosso)

## Levnadssätt
Parádrillmyrfågeln hittas i undervegetation i fuktiga skogar, säsongsmässigt översvämmade skogar och högväxt ungskog. Den födosöker bland täta bestånd av klängväxter. Ibland slår den följe med artblandade kringvandrande flockar eller besöker svärmar av vandringsmyror för att fånga föda som skräms upp i dess väg.

## Status och hot
Arten har ett stort utbredningsområde, men tros minska i antal, dock inte tillräckligt kraftigt för att den ska betraktas som hotad. Internationella naturvårdsunionen IUCN listar arten som livskraftig (LC). Beståndet uppskattas till i storleksordningen 100 000 till en halv miljon vuxna individer.

## Namn
Tidigare kallades fågeln spixdrillmyrfågel, hedrande Johann Baptist Ritter von Spix (1781-1826), tysk naturforskare som beskrev arten 1825. Det justerades 2023 till ett enklare och mer informativt namn av BirdLife Sveriges taxonomikommitté.